# Proformica oculatissima
Proformica oculatissima är en myrart som först beskrevs av Auguste-Henri Forel 1886.  Proformica oculatissima ingår i släktet Proformica och familjen myror. Inga underarter finns listade i Catalogue of Life.